# Беглоян, Ануш Эдвардовна
Беглоян, Ануш Эдвардовна (арм. Անուշ Էդվարդի Բեղլոյան) — депутат Национального собрания Республики Армения 7-го созыва (порядковый номер 006), член политической партии Армении «Гражданский договор».

## Образование
В 1991 г. окончила физический факультет Ереванского государственного университета (физик).
В 1995 году окончила факультет бизнес-администрирования Американского университета Армении (магистр бизнес-администрирования (MBA)).

## Карьера
1995-1997гг. - менеджер офиса Международной ассоциации  городского (муниципального) управления “Марстен & Марстен”.
1998–2000гг. - национальный ответственный  по управлению человеческими ресурсами и финансами Ереванского бюро Верховного комиссара ООН по делам беженцев. 
2000-2002гг. -  административный менеджер и консультант по развитию частного сектора офиса Всемирного банка в Армении. 
2003-2004гг. – руководитель отдела программ, советник исполнительного директора по коммуникациям Всеармянского фонда “Айастан”.  
2003-2009гг. – исполнительный директор  общественной организации “Армянская ассоциация по связям с общественностью”. 
2005-2009гг. и с 2016 года - преподаватель Французского университета Армении (бизнес-коммуникация и связи с общественностью). 
2008-2014гг. – руководитель службы по связям с общественностью ЗАО “Арментел”. 
Март-октябрь 2014г. - руководитель департамента маркетинга и коммуникаций Фонда “Инициатива развития Армении” (IdeA). 
2015-2018гг. – генеральный исполнительный директор ООО “Лаборатория общественных коммуникаций”. 
2016-2018гг. -  советник по коммуникациям и связям с общественностью программы “Институциональное содействие Союзу муниципалитетов Армении” офиса Совета Европы в Армении. 
2018г. -  советник по коммуникациям общественной организации  "Центр правового образования и реализации реабилитационных программ" и Министерства юстиции Республики Армения. 
2016-2017гг. – международный эксперт по адвокации и коммуникациям программы Восточного партнерства ЕС «Культура и креативность» в Украине, Беларуси и Молдове. 
2016г. – тренер программы фонда “Оксиджен” “Содействие национальному политическому диалогу в Армении путем расширения участия гражданского общества”.  
2016-2018гг. – старший эксперт по коммуникациям  программы ЕС  “Соглашение мэров - Восток” в Армении. 
Февраль 2017г. – декабрь 2018г. – международный эксперт по адвокации Фонда “Евразия” Центральной Азии в Казахстане. 
2018г. - международный эксперт по адвокации в подразделении СЕ по Западным Балканам и Турции в Боснии и Герцеговине.   
Апрель-сентябрь 2018г. – советник руководителя Аппарата НС РА. 
9 декабря 2018 года избрана депутатом НС по общегосударственному избирательному списку блока партий “Мой шаг”.

## Научная деятельность
Является автором ряда исследований и международных докладов в сфере политических и бизнес-коммуникаций,  адвокации. 

## Семья
Состоит в браке, имеет одного ребёнка.